# Prosoplus pseudobasalis
Prosoplus pseudobasalis là một loài bọ cánh cứng trong họ Cerambycidae.